# Antoine-Émile Grimaud
Pour les articles homonymes, voir Grimaud.
Antoine Paul Émile Grimaud est un peintre français né à Saint-Paul de La Réunion le 15 octobre 1821 et mort dans la même ville le 26 juillet 1855. 

## Biographie
Fils d'Arthur Grimaud, lui-même auteur de toiles représentant des fruits tropicaux, il a laissé, d'après son biographe, bien plus que les deux tableaux qui nous sont parvenus.
Ses dessins et caricatures sont conservés aux Archives départementales de La Réunion (Fonds Crestien) et consultables en ligne l'Iconothèque historique de l'océan Indien.
Il avait pour protecteur Jacques Philippe Cuvillier qui aurait voulu l'envoyer à Paris mais se heurta, comme Olive Lemarchand, au refus de son père.